# Военная разведка

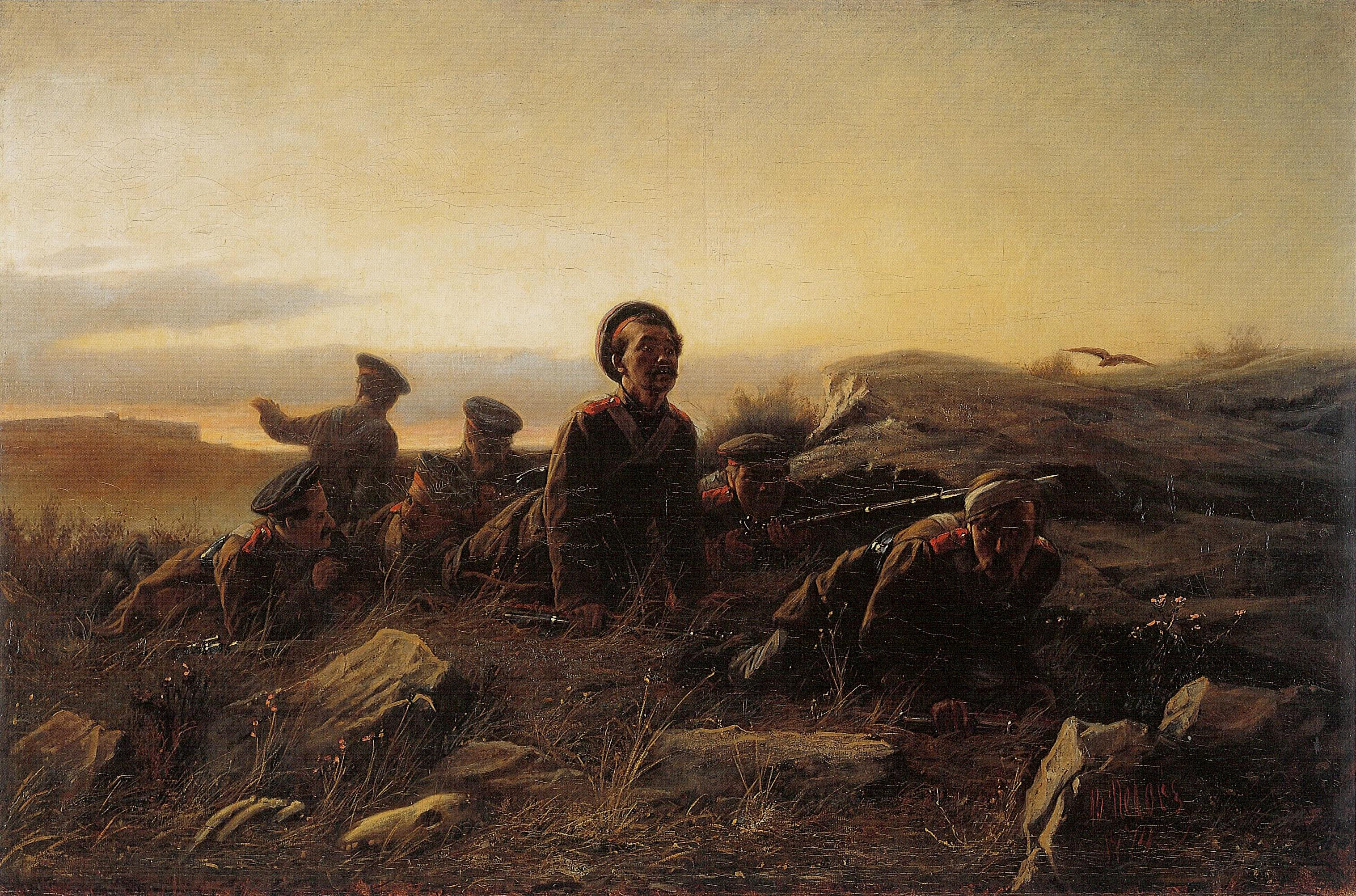
Разведчики (пластуны) обследуют окрестности Севастополя в период Крымской войны.
Картина кисти Перова. 1874 год

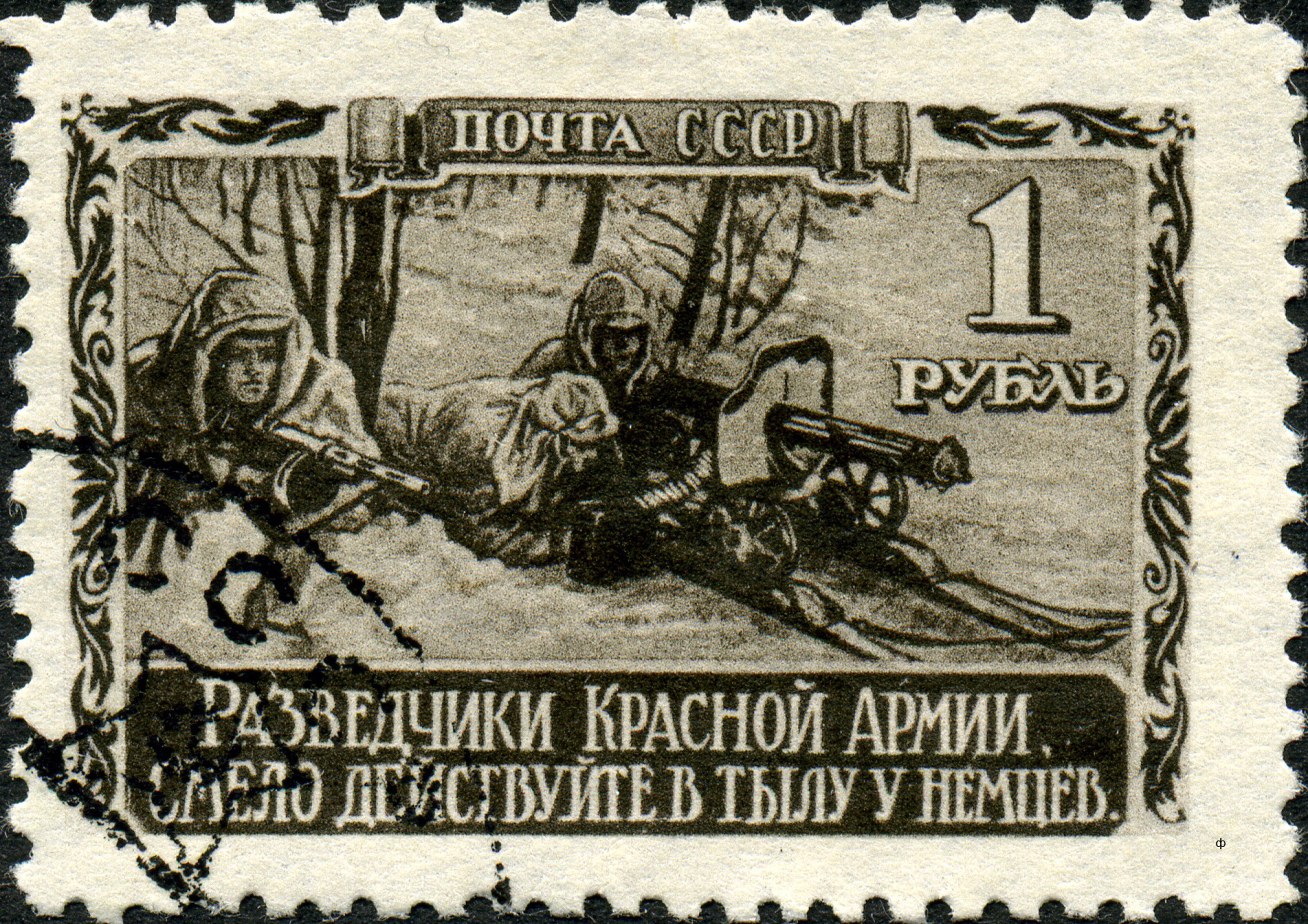
Почтовая марка СССР, времён Великой Отечественной войны, посвящённая войсковым разведчикам

Вое́нная разве́дка — комплекс мероприятий командования, штабов всех степеней и действий войск (сил), проводимых для добывания сведений о противнике, местности и погоде. Вид обеспечения военных (боевых) действий.
Целями планирования, организации и проведения разведки является исключение внезапности действий противника и добычи различных сведений, которые необходимы для эффективного применения войск (сил), средств поражения и радиоэлектронного поражения.
Разведка появилась одновременно с появлением военных (боевых) действий.

## Разделение разведки по масштабам решаемых задач
В зависимости от уровня задач, поставленных перед военной разведкой, она подразделяется на следующие уровни, являющиеся взаимосвязанными:
- стратегическая;
- оперативная;
- тактическая.

В вооружённых силах некоторых государств, согласно принятому у них делению военного искусства на стратегию и тактику, присутствуют только два уровня разведки: стратегическая и тактическая.

### Стратегическая разведка

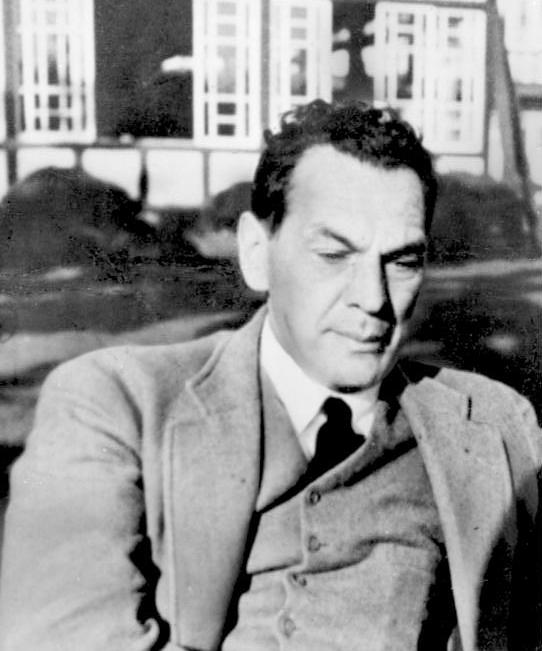
Рихард Зорге — представитель советской агентурной разведки, предоставлявший сведения для стратегической разведки ВС СССР.
Япония. 1940 год

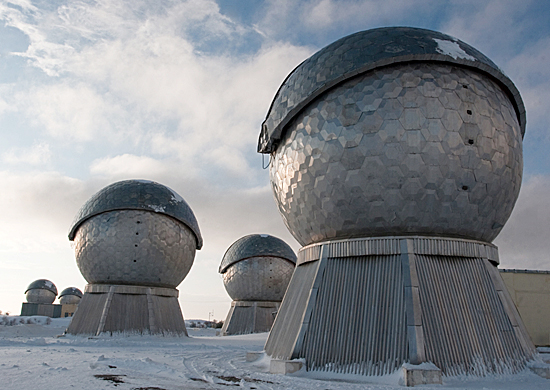
Телескопы оптико-электронного комплекса «Окно». Предназначены для слежения за космическим пространством. Представляют собой одно из средств ведения стратегической разведки Вооружённых сил Российской Федерации.
Таджикистан. 2011 год

Стратегическая разведка производится в интересах обеспечения обороны государства, стратегического планирования и применения вооружённых сил при отражении агрессии, в стратегических операциях всех видов и в войне в целом.
Органом, который планирует, организует и проводит стратегическую разведку, в вооружённых силах является генеральный штаб вооружённых сил.
Главными задачами стратегической разведки являются:
- вскрытие планов и практических мероприятий вероятного противника;
- определение его взглядов на характер и способы ведения войны;
- выявление изменений в боевом составе, дислокации и характере деятельности войск (сил) вероятного противника, главным образом стратегических наступательных сил;
- вскрытие планов и практических мероприятий разведываемых стран по совершенствованию оперативного оборудования континентальных и морских театров военных действий и подготовке их инфраструктуры к обеспечению стратегического (оперативного) развёртывания вооружённых сил.

### Оперативная разведка
Оперативная разведка производится в целях добычи различных сведений, необходимых для подготовки и успешного проведения операций (боевых действий).
Органами военного управления, которые планируют, организуют и проводят оперативную разведку являются:
- штабы видов вооружённых сил;
- штабы фронтов;
- штабы военных округов;
- штабы флотов;
- штабы оперативных объединений видов вооружённых сил (корпусов и армий).

К задачам оперативной разведки относятся:
- вскрытие замыслов вероятного противника, начала его непосредственной подготовки к агрессии и предупреждение внезапности нападения;
- выяснение подробностей о боевом составе, дислокации, группировках, состояния и возможностей вооружённых сил (войск, сил) противника, системы управления войсками (силами) и оружием;
- вскрытие объектов (целей) для поражения и определения их координат;
- вскрытие оперативного оборудования театра военных действий, инженерного оборудования местности и системы заграждений;
- выяснение степени проходимости местности, состояния коммуникаций, характера водных преград, границ и размеров районов разрушений, пожаров и затоплений, зон заражений, возможных направлений их преодоления и обхода;
- выявление новых средств и способов ведения боевых действий, мероприятий противника по обеспечению действий войск (сил), а также определение морально-психологического состояния войск противника и местного населения, экономического состояния района операций (боевых действий);
- и выявление других сведений о противнике и местности, на которой планируется вести боевые действия.

### Тактическая разведка
Тактическая разведка ведётся в целях добывания сведений, необходимых для подготовки и ведения боя. Она планируется, организуется, проводится и обеспечивается командирами и штабами соединений, воинских частей и подразделений, начальниками родов войск (сил), специальных войск и служб соединений и частей всех видов вооружённых сил.
Тактической разведкой решаются следующие задачи:
- вскрытие замысла противника;
- выявление боевого состава, положения, группировки, состояния и возможностей его войск (сил), системы управления войсками (силами) и оружием;
- вскрытие объектов (целей) для поражения и определения их местоположения (координат);
- вскрытие инженерного оборудования местности и степени заграждений;
- установление степени проходимости местности
- и сведения другого характера.

## Разделение разведки по видам

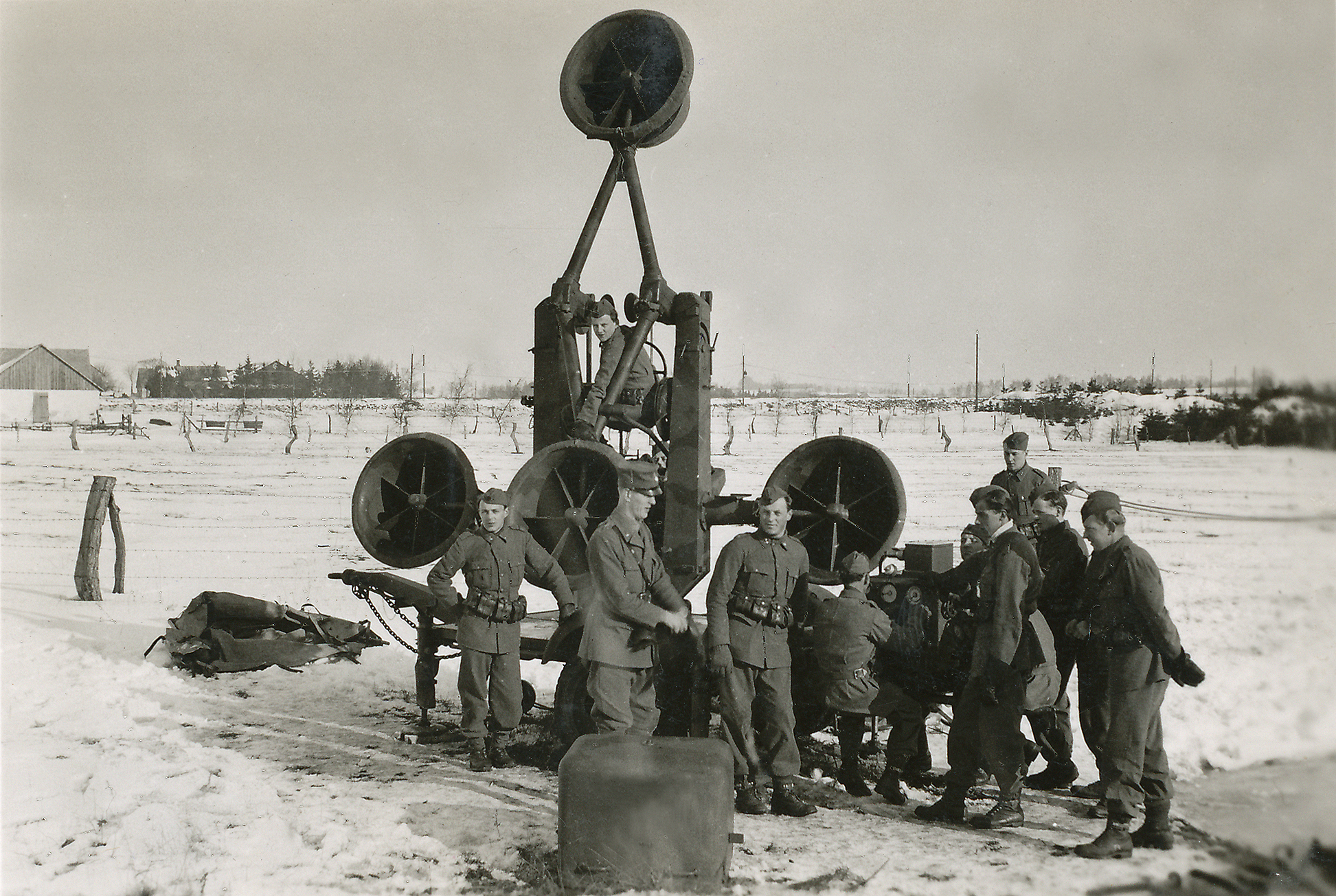
Пост звуковой разведки противовоздушной обороны Вооружённых сил Швеции.
1940 год

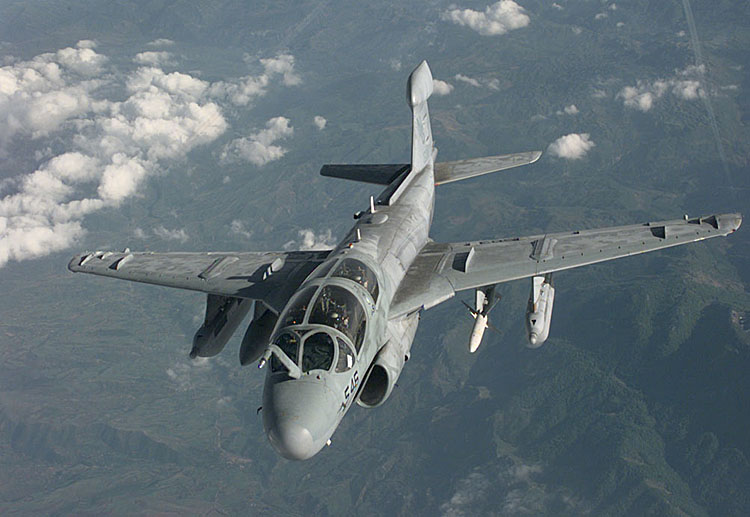
Самолёт Grumman EA-6B, используемый как для радиоэлектронной разведки, так и для радиоэлектронной борьбы, используемый ВМС США

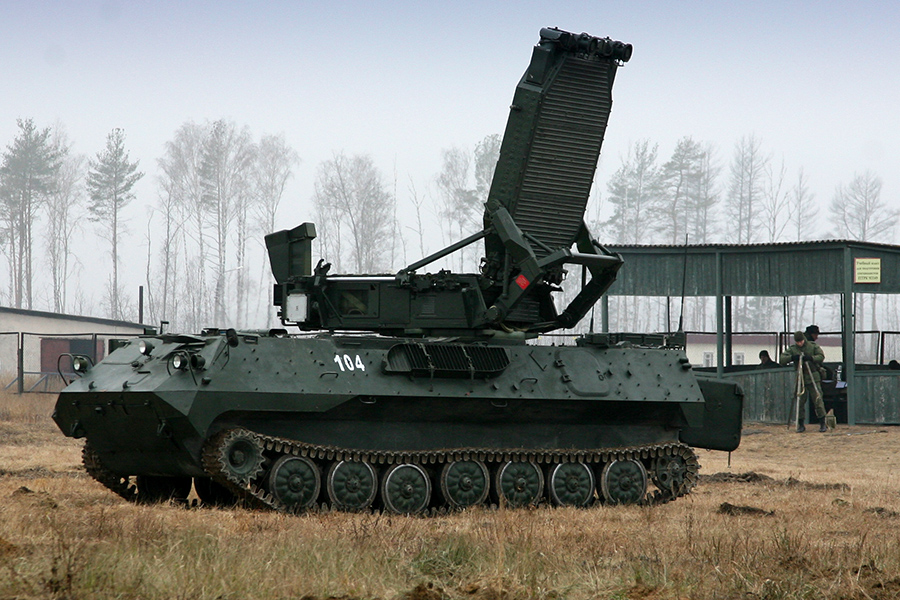
РЛС контрбатарейной борьбы «Зоопарк».
Средство радиолокационной разведки артиллерии и ракетных войск Сухопутных войск России

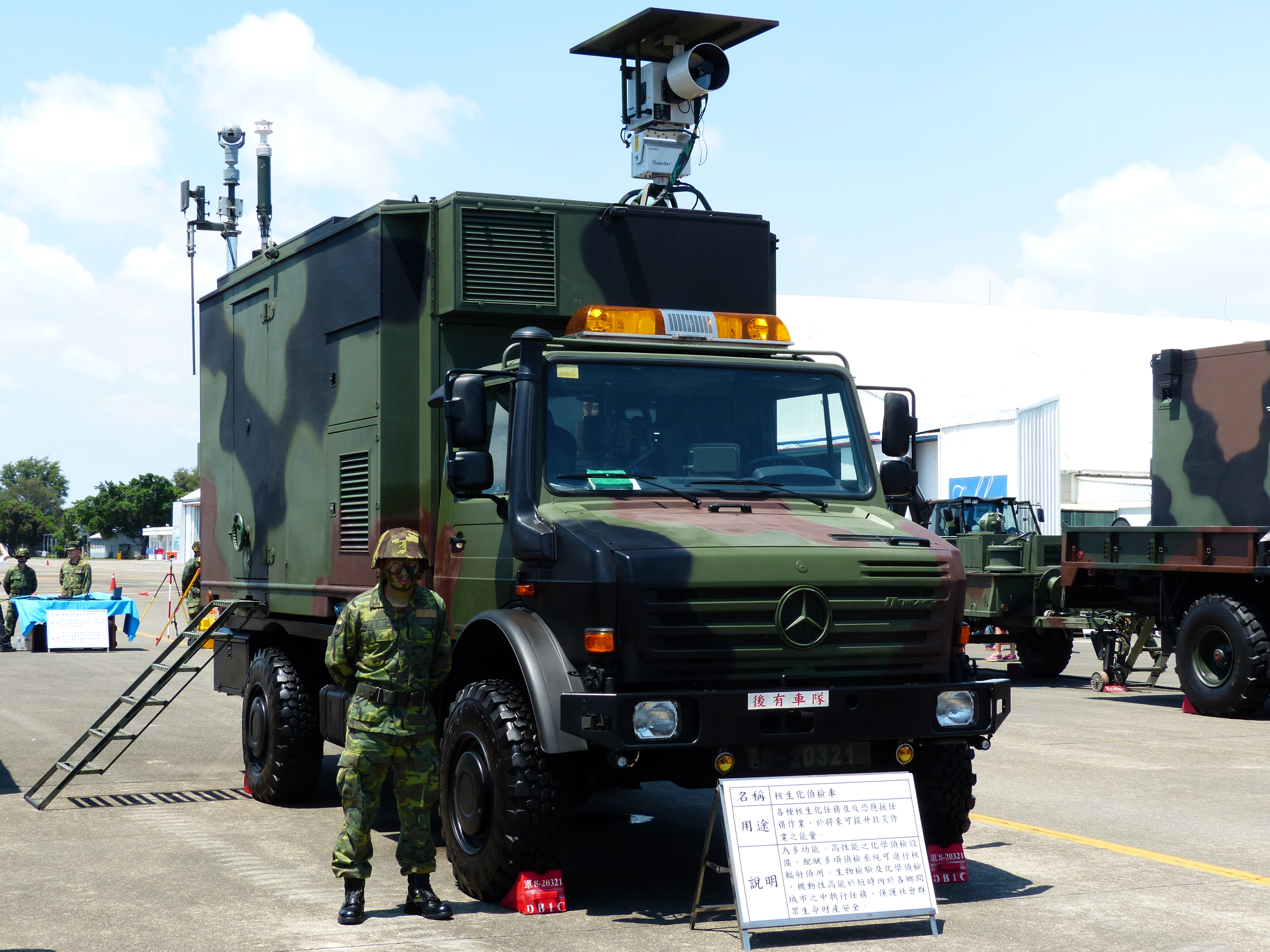
Машина химической разведки ROCA Type 97 Вооружённых сил Тайваня

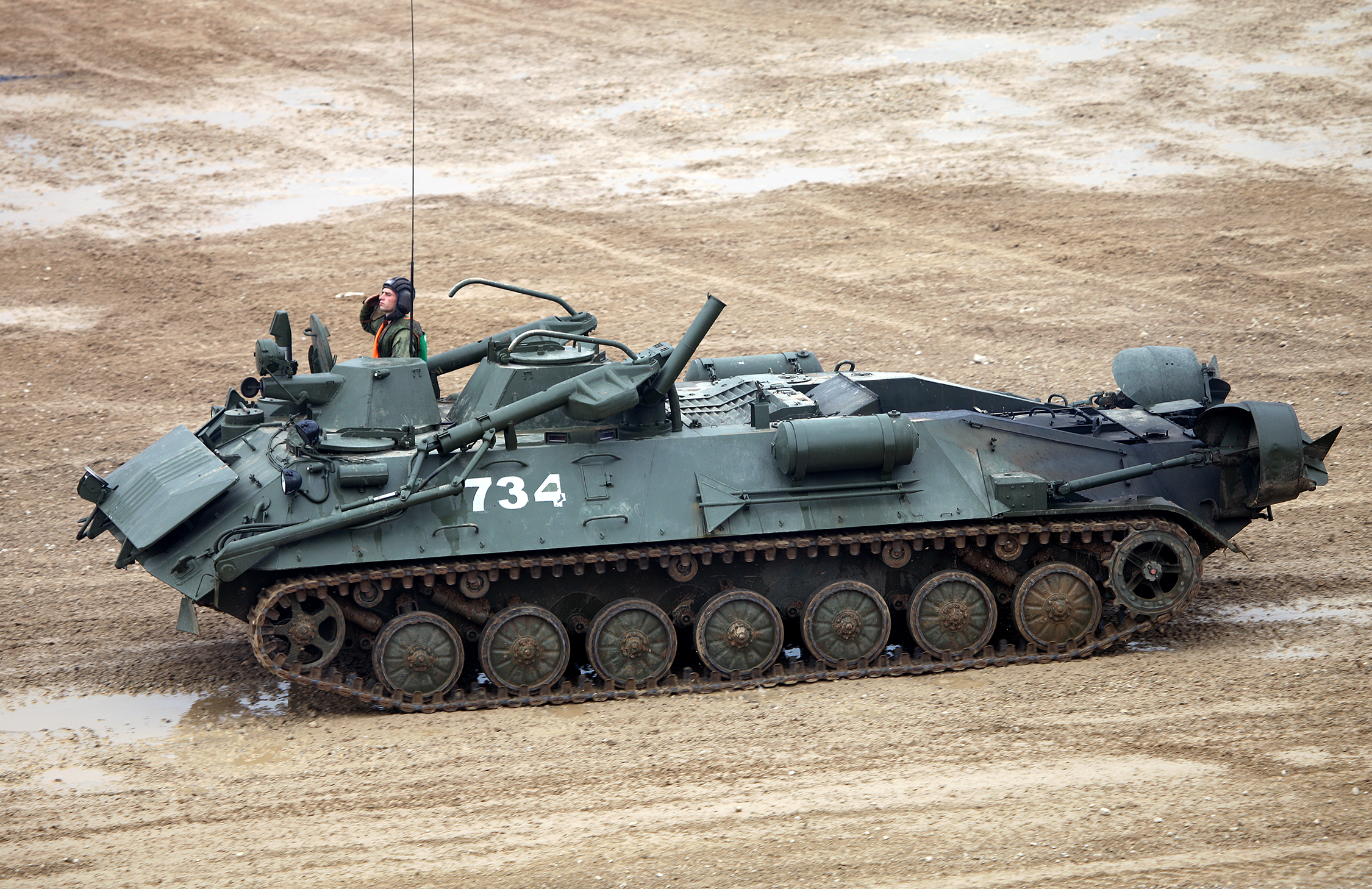
ИРМ «Жук» — советская военная машина, предназначенная для проведения инженерной разведки местности

Военная разведка делится по видам в следующих категориях:
- по сферам действия:

- наземная разведка;
- воздушная разведка;
- морская разведка;
- космическая разведка.

- по характеру решаемых задач и предназначению

- агентурная разведка;
- специальная разведка;
- радиоразведка и радиотехническая разведка;
- войсковая разведка;
- артиллерийская разведка;
- инженерная разведка;
- радиационная разведка;
- химическая разведка;
- биологическая разведка;
- топографическая разведка;
- гидрографическая разведка;
- гидрометеорологическая разведка;
- техническая разведка;
- тыловая разведка;
- медицинская разведка.

По применяемым техническим средствам разведка разделяется на такие виды как:
- радиоэлектронная разведка:

- радиоразведка;
- радиотехническая;
- радиолокационная.

- оптико-электронная разведка:

- телевизионная;
- тепловизионная;
- лазерная.

- оптическая разведка:

- визуальная;
- фоторазведка;

- звуковая разведка:

- звукометрическая;
- гидроакустическая;
- сейсмоакустическая.

- и другие.

## Требования к проведению разведки
Главные требования к разведке:
- целеустремлённость в разведке — заключается в строгом подчинении мероприятий по ведению разведки замыслу операции (боевых действий), концентрации её усилий на главных направлениях (районах, объектах) и обеспечении выполнения основных оперативных (боевых) задач, решаемых войсками (силами).
- непрерывность разведки — суть сводится к постоянному её ведению как в мирное, так и в военное время, при подготовке и в ходе операций (боевых действий), во всех видах боевой деятельности войск (сил), днём и ночью, в любых условиях обстановки, местности и погоды.
- активность разведки — заключается в настойчивом стремлении командования и штабов, организующих её, а также личного состава войск и сил, ведущих разведку, в любых условиях и всеми возможными способами добыть необходимые разведывательные сведения.
- оперативность разведки — это совокупность следующих действий: добывание достоверных разведывательных сведений в установленные сроки, быстрая их обработка, своевременный доклад командованию и доведение до заинтересованных штабов, войск (сил) и ударных средств для немедленного использования.
- скрытность разведки — заключается в сохранении в тайне всех проводимых командованием и штабами мероприятий, по введению противника в заблуждение (дезинформации) относительно расположения и характера действий разведывательных формирований и органов.
- достоверность разведки — это соответствие добытых разведывательных сведений фактической обстановке, выявлении и правильной оценке истинных, демонстративных и ложных объектов и действий противника.
- точность определения местоположения (координат) разведываемых объектов (целей) — заключается в установлении их местоположения с погрешностями, не превышающими требований, обеспечивающих эффективное применение войск (сил) и средств поражения.

## Организация разведки

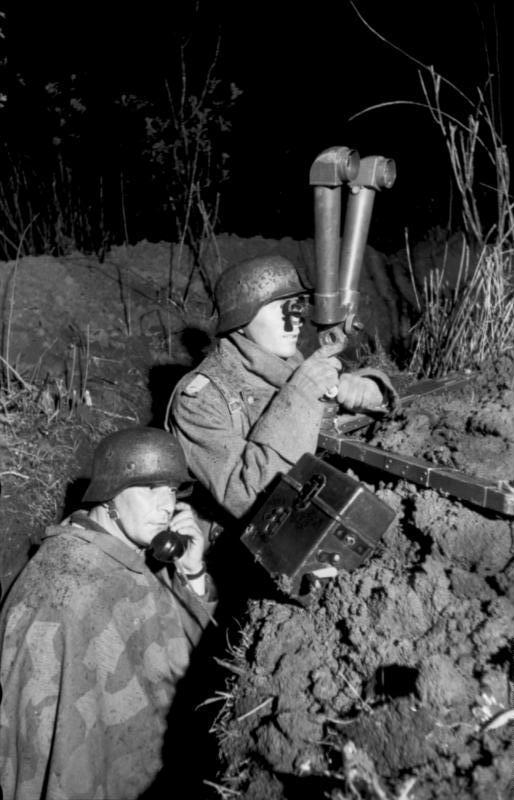
Германские артиллеристы ведут наблюдение на передовой. Наблюдение (слежение) — элемент тактической разведки
Оккупированная часть СССР. 1943 год

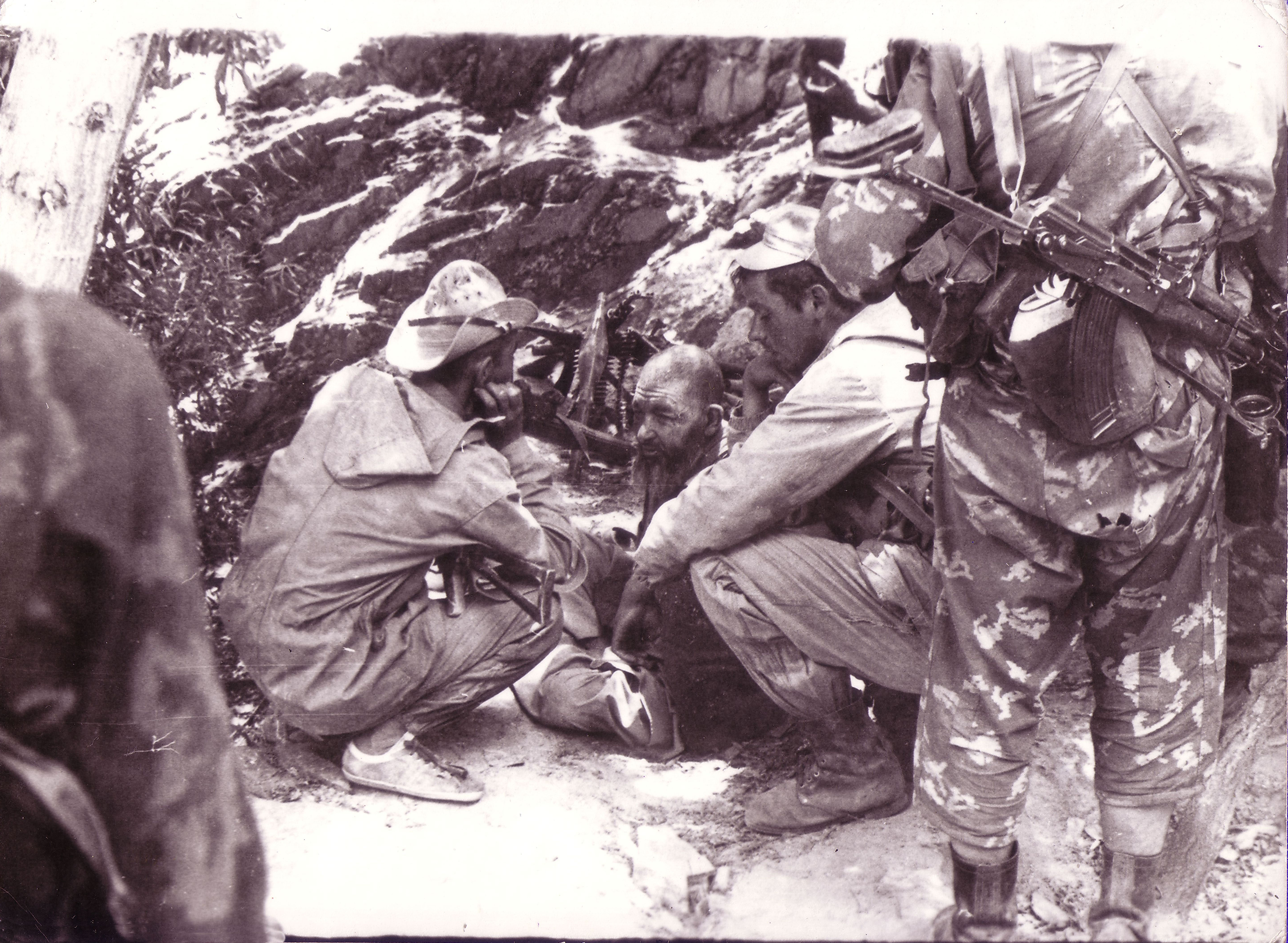
Допрос советскими военнослужащими пленного моджахеда захваченного во время рейда.
Допрос пленного — элемент тактической разведки.
Афганистан. 1987 год

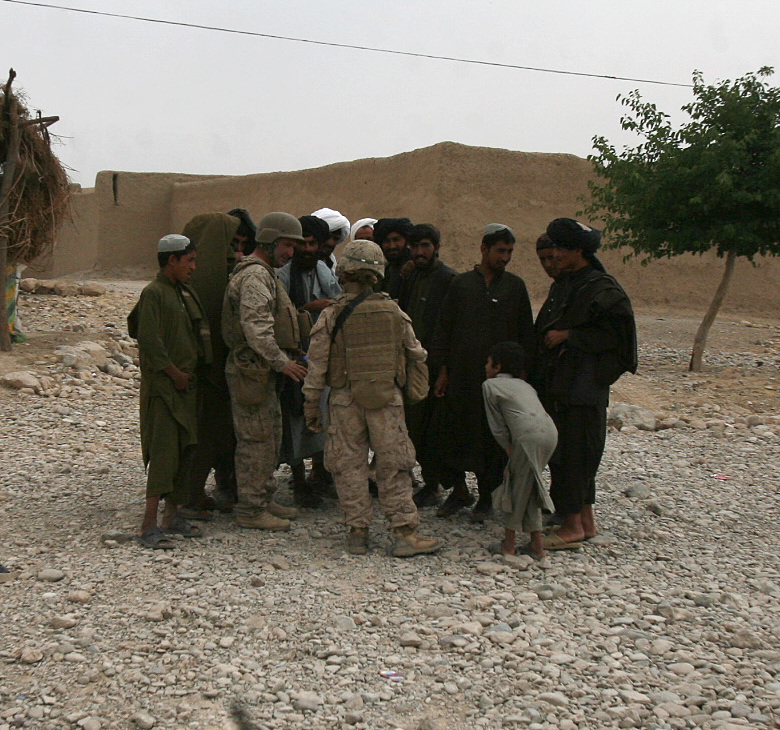
Опрос местных жителей американскими военнослужащими во время рейда.
Элемент тактической разведки.
Афганистан. 2010 год

Организационно-технической основой управления силами и средствами разведки служит система управления. В неё входят органы и пункты управления разведки, средства управления — связь, автоматизированные системы разведки.
Планирование разведки проводится на основе решения командующего (командирa), поставленных им задач, указаний начальника штаба и распоряжения по разведке от вышестоящего штаба с учётом имеющихся данных о противнике, полосе (районе, зоне) предстоящих действий объединению или соединению, состояния сил и средств разведки и их возможностей. Планирование разведки проводится в соответствии с замыслом операции, задачами, поставленными войскам (силам), с учётом важности направлений и районов действий войск (сил), последовательности выполнения ими боевых задач, реальных возможностей сил и средств разведки и ожидаемого противодействия им со стороны противника и других факторов.
Главным документом по планированию разведки является план разведки.
Разведку проводят силами и средствами разведки. К ним относятся штатные разведывательные соединения и части (подразделения) войск (сил), а также выделяемые из их состава разведывательные органы с состоящими у них на вооружении разведывательной и боевой техникой, оружием и средствами управления. К ведению разведки могут также привлекаться и другие части (корабли), подразделения родов войск (сил) и специальных войск.
Разведка ведётся во всей полосе (операционной зоне) боевых действий войск (сил), на флангах и на всю глубину их боевых задач.
Глубина ведения разведки зависит от следующих факторов:
- размах боевых действий;
- содержание боевой задачи объединения (соединения, части);
- глубина расположения сил и средств противника;
- характер местности;
- и другие условия.

В период Второй мировой войны разведывательные сведения (главным образом данные о расположении важнейших объектов противника) в интересах войск первого эшелона, артиллерии и авиации добывались в основном в тактической глубине. Поступление на вооружение армий новых образцов вооружения, позволявших поражать противника на большой дальности (в том числе высокоточного оружия) и постоянное повышение мобильности войск (сил) потребовали ведения разведки на значительно большую глубину.
Выполнение разведывательных задач достигается главным образом вскрытием и слежением за определёнными объектами разведки. К ним относятся все объекты противника (силы и средства вооружённой борьбы, инженерные сооружения, местные предметы), а также физико-географические условия театра военных действий (района операции, боевых действий, боя), о которых требуются разведывательные сведения, необходимые для принятия решения на действия войск (сил), применение средств поражения и прогнозирования обстановки.
По значимости и роли в вооружённой борьбе они подразделяются на объекты стратегической, оперативной и тактической разведки. По степени влияния на ход и исход боевых действий (операции, боя) объекты разведки делятся на важные и обычные.
К важным относятся объекты, поражение или захват которых могут существенно ослабить противостоящую группировку противника, а также объекты, слежение за деятельностью которых позволит не допустить внезапности действий со стороны противника. В зависимости от обстановки значимость объектов разведки может изменяться. Например, объекты тактической разведки могут приобрести оперативное значение. По размерам и характеру расположения объекты Разведки подразделяются на точечные, площадные и линейные, а по степени подвижности — на подвижные, малоподвижные (полустационарные) и стационарные.
Сведения о противнике, физико-географических условиях, получаемая в результате деятельности сил, средств разведки и органов управления ею, а также в результате действий войск (сил), называется разведывательной.
Разведывательные сведения — это те сведения, которые получены от разведывательных органов (источников разведки) и ещё не подверглись обработке. Задачи на разведку ставятся распоряжениями по разведке и боевыми распоряжениями, которые разрабатываются для каждого исполнителя отдельно в форме текстового или графического документа.
Основными способами добывания разведывательных сведений являются:
- наблюдение (слежение);
- подслушивание;
- фотографирование (наземное, воздушное, надводное, подводное, космическое);
- перехват и технический анализ излучений радиоэлектронных средств;
- местоопределение объектов;
- поиск;
- налёт;
- засада;
- разведка боем;
- опрос местных жителей;
- допрос пленных и перебежчиков;
- изучение захваченных у противника документов, техники и вооружения.

Кроме указанного, разведывательные сведения могут быть получены в результате боевых действий войск (сил) и другими способами.
Разведывательные сведения добываются, обрабатываются и докладываются (доводятся) с такой степенью детализации, которая необходима командующим (командирам) для принятия решения на действия войск (сил), эффективного использования возможностей боевых средств и правильного прогнозирования обстановки. Сбор, обработка разведывательных сведений и доклад (доведение) разведывательных данных осуществляются информационными разведывательными органами, входящими в состав разведывательных соединений и частей, пунктов управления разведки, органов управления разведки и всех штабов (служб), организующих её.
В вышестоящий штаб, штабы подчинённых, взаимодействующих объединений (соединений) и частей разведывательная информация доставляется по техническим средствам связи (автоматизированным системам управления) устно и путём представления информационных документов. Такими документами являются разведывательные донесения, разведывательные сводки, схемы (карты) разведанных целей, обобщённые справки, доклады и другие документы. Разведывательные информационные документы могут оформляться текстуально, графически на картах и схемах, записываться на различные носители, использоваться в виде фотосхем и фотоснимков.